# Unterseeboot 107 (1940)
Pour les articles homonymes, voir Unterseeboot 107.
L'Unterseeboot 107 (ou U-107) est un sous-marin allemand de type IX.B de la Kriegsmarine de la Seconde Guerre mondiale.
Ce sous-marin a obtenu le 6e meilleur palmarès de tous les U-Boote avec un total de 217786  tonneaux de navires coulés (39 navires).

## Historique
Il quitte Wilhelmshaven pour sa première patrouille sous les ordres du Kapitänleutnant Günter Hessler le 2 juillet 1941. Après 96 jours et quatre navires coulés pour un total de 18 482 tonneaux, il rejoint la base sous-marine de Lorient le 1er mars 1941, date à laquelle son Commandant est décoré de la Croix de fer de 1re classe.
Sa deuxième patrouille se déroule du 29 mars au 2 juillet 1941, soit 96 jours en mer, soit sa patrouille la plus longue et la plus victorieuse de sa vie opérationnelle. Il coule 14 navires pour un total de 86 699 tonneaux. Au cours de cette mission, le 24 juin 1941, le Kapitänleutnant Günter Hessler est décoré de la Croix de chevalier de la Croix de fer. De retour de mission, le 3 juillet 1941, Günter Hessler est décoré de l'insigne de combat des U-Boote.
Les résultats de l'U-107 permettent au Kapitänleutnant Günter Hessler d'être promu au grade de Korvettenkapitän le 1er septembre 1941.
Pour sa troisième patrouille, il quitte Lorient du 6 septembre au 11 novembre 1941, soit 67 jours en mer. Il augmente son palmarès de trois navires coulés pour un total de 13 641 tonneaux.
Le 1er décembre 1941, le Korvettenkapitän Günter Hessler passe le commandement de l'U-107 à l'Oberleutnant zur See Harald Gelhaus.
Sa quatrième patrouille se déroule du 10 au 26 décembre 1941, soit 17 jours en mer, sans succès.

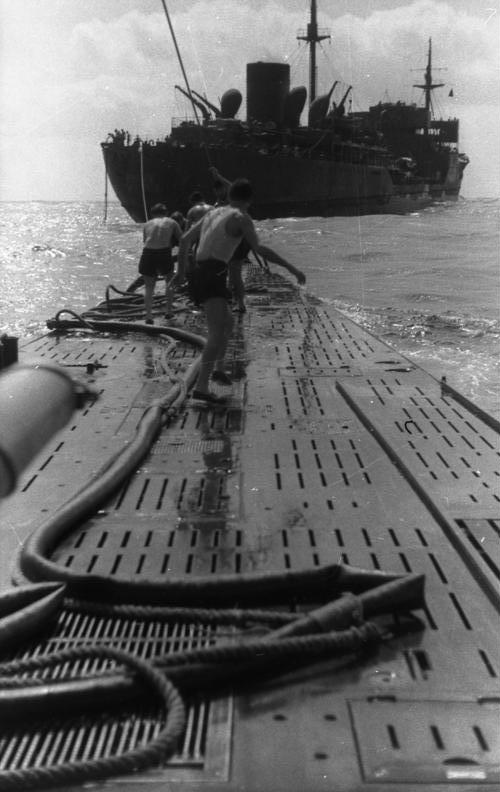
L'U-107 pendant un ravitaillement dans l'Atlantique sud

Sa cinquième patrouille, du 7 janvier au 7 mars 1942, soit 60 jours en mer, augmente ses résultats de deux navires coulés pour un total de 10 850 tonneaux et d'un navire endommagé de 10 068 tonneaux.
Trois semaines après son retour de patrouille, le 1er avril 1942, l'Oberleutnant zur See Harald Gelhaus est promu au grade de Kapitänleutnant.
Sa sixième patrouille, du 21 avril au 11 juillet 1942, soit 82 jours en mer, augmente encore ses résultats de sept navires coulés pour un total de  27 018 tonneaux.
Sa septième patrouille du 15 août au 18 novembre 1942, soit  96 jours en mer, est créditée de trois navires coulés pour un total de 23 508 tonneaux.
Sa huitième patrouille du 30 janvier au 25 mars 1943, soit 55 jours en mer, augmente ses résultats de cinq navires coulés pour un total de 25 177 tonneaux.
Le 22 mars 1943 à 14 h 35, dans le Golfe de Gascogne, sur le chemin de retour, un Armstrong Whitworth Whitley britannique du 10 Squadron aperçoit l'U-Boot à une distance de 2,5 nautiques et perd de l'altitude avant de passer à l'attaque, en faisant un virage à tribord pour l'approcher par l'arrière. Il largue six grenade anti-sous-marine le long du sillage de l'U-Boot 20 secondes après que le sous-marin ait plongé. L'U-107 ayant déjà atteint une profondeur de sécurité, s'échappe sans dommage.
Le lendemain de son retour à la base, le 26 mars 1943, le Kapitänleutnant Harald Gelhaus reçoit la Croix de chevalier de la Croix de fer.
Sa neuvième patrouille, du 24 avril au 26 mai 1943, soit 33 jours en mer, lui apporte encore un navire coulé de 12 411 tonneaux  à son palmarès.
Le 6 juin 1943, le Kapitänleutnant Harald Gelhaus cède le commandement de l'U-107 à l'Oberleutnant zur See Volker Simmermacher.
Sa dixième patrouille, du 28 juillet au 3 octobre 1943, soit 68 jours en mer, le mème jusqu'aux abords de Charleston aux États-Unis où il endommage deux navires pour un total de 15 422 tonneaux. 
Cette patrouille avait mal commencé, car le jour du départ de Lorient, naviguant avec un autre U-Boot, les deux U-Boote sont attaqués par des avions qu'ils repoussent sans dommage.
Le 10 novembre 1943, il quitte Lorient pour rejoindre la base sous-marine de Saint-Nazaire qu'il atteint le 12 novembre 1943 après trois jours en mer.
Sa onzième patrouille, du 16 novembre 1943 au 8 janvier 1944, soit 54 jours en mer, ne lui apporte aucun succès ; il subit deux attaques sur le chemin de retour vers Lorient.
Le 4 janvier 1944, à 19 h 34, dans le Golfe de Gascogne, l'U-107, repousse l'attaque d'un avion quadrimoteur. Aucune bombe n'est larguée, un membre d'équipage est légèrement blessé par le mitraillage.
Le 7 janvier, entre 0 h 8 et 1 h 20, toujours dans le golfe de Gascogne, l'U-107 est attaqué à quatre reprises par des avions identifiés comme des Consolidated B-24 Liberator, répondant à chaque fois avec ses armes anti-aériennes. L'U-621, à proximité de l'U-107, tire sur un avion sans même être attaqué à 0 h 10. Toutes les bombes sont tombées à l'arrière de l'U-107, ne causant aucun dommage.
Le 1er avril 1944, l'Oberleutnant zur See Volker Simmermacher est promu au grade de Kapitänleutnant.
Le 30 avril 1944, il fait une sortie en mer de trois jours, rentrant le 2 mai 1944
Sa douzième patrouille, du 10 mai au 23 juillet 1944, soit 75 jours en mer, le conduit au large de la Nouvelle-Écosse où il endommage un navire de 148 tonneaux.
Au début du mois d'août 1944, le Kapitänleutnant Volker Simmermacher donne le commandement de l'U-107 à l'Oberleutnant zur See Karl-Heinz Fritz
Au cours de sa treizième patrouille, ayant quitté Lorient le 16 août 1944 et après trois jours en mer, l'U-107 est coulé le 18 août 1944 à l'ouest de La Rochelle dans le Golfe de Gascogne par des charges de profondeur lancées par un hydravion Sunderland britannique du 201 Squadron (en)/W à une position géographique de 46° 46′ N, 3° 49′ O. 
Les 58 hommes d'équipage meurent dans cette attaque.

## Affectations
- 2. Unterseebootsflottille du 8 octobre 1940 au 31 décembre 1940 à Wilhelmshaven pendant sa période de formation
- 2. Unterseebootsflottille du 1er janvier 1940 au 18 août 1944 à la base sous-marine de Lorient en tant qu'unité combattante

## Commandement
- Korvettenkapitän Günter Hessler du 8 octobre 1940 au 1er décembre 1941
- Kapitänleutnant Harald Gelhaus du 1er décembre 1941 au 6 juin 1943
- Kapitänleutnant Volker Simmermacher de juillet 1943 jusqu'en août 1944
- Oberleutnant zur See Karl-Heinz Fritz d'août 1944 au 18 août 1944

## Patrouilles
|       | Commandant                 | Départ           | Départ        | Arrivée          | Arrivée       | Jours     | Succès    |
| ----- | -------------------------- | ---------------- | ------------- | ---------------- | ------------- | --------- | --------- |
| 1     | Kptlt. Günter Hessler      | 24 janvier 1941  | Wilhelmshaven | 1er mars 1941    | Lorient       | 37 jours  | 18 482    |
| 2     | Kptlt. Günter Hessler      | 29 mars 1941     | Lorient       | 2 juillet 1941   | Lorient       | 96 jours  | 86 699    |
| 3     | KrvKpt. Günter Hessler     | 6 septembre 1941 | Lorient       | 11 novembre 1941 | Lorient       | 67 jours  | 13 641    |
| 4     | Oblt. Harald Gelhaus       | 10 décembre 1941 | Lorient       | 26 décembre 1941 | Lorient       | 17 jours  |           |
| 5     | Oblt. Harald Gelhaus       | 7 janvier 1942   | Lorient       | 7 mars 1942      | Lorient       | 60 jours  | 20 918    |
| 6     | Kptlt. Harald Gelhaus      | 21 avril 1942    | Lorient       | 11 juillet 1942  | Lorient       | 82 jours  | 27 018    |
| 7     | Kptlt. Harald Gelhaus      | 15 août 1942     | Lorient       | 18 novembre 1942 | Lorient       | 96 jours  | 23 508    |
| 8     | Kptlt. Harald Gelhaus      | 30 janvier 1943  | Lorient       | 25 mars 1943     | Lorient       | 55 jours  | 25 177    |
| 9     | Kptlt. Harald Gelhaus      | 24 avril 1943    | Lorient       | 26 mai 1943      | Lorient       | 33 jours  | 12 411    |
| 10    | Oblt. Volker Simmermacher  | 28 juillet 1943  | Lorient       | 3 octobre 1943   | Lorient       | 68 jours  | 15 422    |
|       | Oblt. Volker Simmermacher  | 10 novembre 1943 | Lorient       | 11 juillet 1942  | Saint-Nazaire | 3 jours   |           |
| 11    | Oblt. Volker Simmermacher  | 16 novembre 1943 | Saint-Nazaire | 18 novembre 1942 | Lorient       | 54 jours  |           |
|       | Kptlt. Volker Simmermacher | 30 avril 1944    | Lorient       | 25 mars 1943     | Lorient       | 3 jours   |           |
| 12    | Kptlt. Volker Simmermacher | 10 mai 1944      | Lorient       | 26 mai 1943      | Lorient       | 75 jours  | 148       |
| 13    | Ltn. Karl-Heinz Fritz      | 16 août 1944     | Lorient       | 18 août 1944     | Coulé         | 3 jours   |           |
| Total | Total                      | Total            | Total         | Total            | Total         | 743 jours | 243 424 t |

Note : Ltn. = Leutnant zur See - Oblt. = Oberleutnant zur See - Kptlt. = Kapitänleutnant - KrvKpt. = Korvettenkapitän

### Opérations Wolfpack
L'U-107 a opéré avec les Wolfpacks (meutes de loup) durant sa carrière opérationnelle:
1. Störtebecker (5 novembre 1941 - 7 novembre 1941)
2. Seeräuber (14 décembre 1941 - 23 décembre 1941)
3. Blücher (23 août 1942 - 28 août 1942)
4. Iltis (6 septembre 1942 - 23 septembre 1942)
5. Hartherz (3 février 1943 - 7 février 1943)
6. Delphin (11 février 1943 - 14 février 1943)
7. Robbe (16 février 1943 - 13 mars 1943)
8. Amsel 2 (4 mai 1943 - 6 mai 1943)
9. Elbe (7 mai 1943 - 10 mai 1943)
10. Elbe 2 (10 mai 1943 - 14 mai 1943)
11. Weddigen (24 novembre 1943 - 7 décembre 1943)
12. Coronel (7 décembre 1943 - 8 décembre 1943)
13. Coronel 2 (8 décembre 1943 - 14 décembre 1943)
14. Coronel 3 (14 décembre 1943 - 17 décembre 1943)
15. Borkum (18 décembre 1943 - 30 décembre 1943)

## Navires coulés
- L'Unterseeboot 107 a coulé 37 navires marchands pour un total de 207375 tonneaux et 2 navires de guerre auxiliaires pour un total de 10411 tonneaux et a endommagé 3 autres navires marchands pour un total de 17392 tonneaux ainsi qu'un navire de guerre auxiliaire de 8246 tonneaux au cours des 13 patrouilles qu'il effectua.

| Date              | Nom                 | Nationalité | Tonnage (GRT) | Convoi | Fait      |
| ----------------- | ------------------- | ----------- | ------------- | ------ | --------- |
| 3 février 1941    | Empire Citizen      | Royaume-Uni | 4 683         | OB-279 | Coulé     |
| 3 février 1941    | Crispin             | Royaume-Uni | 5 051         | OB-279 | Coulé     |
| 6 février 1941    | Maplecourt          | Canada      | 3 388         | SC-20  | Coulé     |
| 23 février 1941   | SS Manistee         | Royaume-Uni | 5 360         | OB-288 | Coulé     |
| 8 avril 1941      | Helena Margareta    | Royaume-Uni | 3 316         | OG-57  | Coulé     |
| 8 avril 1941      | Eskdene             | Royaume-Uni | 3 829         | OG-57  | Coulé     |
| 9 avril 1941      | Harpathian          | Royaume-Uni | 4 671         | OG-57  | Coulé     |
| 9 avril 1941      | Duffield            | Royaume-Uni | 8 516         | OG-57  | Coulé     |
| 21 avril 1941     | Calchas             | Royaume-Uni | 10 305        |        | Coulé     |
| 30 avril 1941     | Lassell             | Royaume-Uni | 7 417         | OB-309 | Coulé     |
| 17 mai 1941       | Marisa              | Pays-Bas    | 8 029         |        | Coulé     |
| 18 mai 1941       | Piako               | Royaume-Uni | 8 286         |        | Coulé     |
| 27 mai 1941       | Colonial            | Royaume-Uni | 5 108         | OB-318 | Coulé     |
| 28 mai 1941       | Papalemos           | Grèce       | 3 748         |        | Coulé     |
| 31 mai 1941       | Sire                | Royaume-Uni | 5 664         |        | Coulé     |
| 1er juin 1941     | Alfred Jones        | Royaume-Uni | 5 013         | OB-320 | Coulé     |
| 8 juin 1941       | Adda                | Royaume-Uni | 7 816         | OB-323 | Coulé     |
| 13 juin 1941      | Pandias             | Grèce       | 4 981         |        | Coulé     |
| 24 septembre 1941 | Dixcove             | Royaume-Uni | 3 790         | SL-87  | Coulé     |
| 24 septembre 1941 | Lafian              | Royaume-Uni | 4 876         | SL-87  | Coulé     |
| 24 septembre 1941 | John Holt           | Royaume-Uni | 4 975         | SL-87  | Coulé     |
| 31 janvier 1942   | San Arcadio         | Royaume-Uni | 7 419         |        | Coulé     |
| 6 février 1942    | Major Wheeler       | USA         | 3 431         |        | Coulé     |
| 21 février 1942   | Egda                | Norvège     | 10 068        | ON-65  | Endommagé |
| 29 mai 1942       | Western Head        | Royaume-Uni | 2 599         |        | Coulé     |
| 1er juin 1942     | Bushranger          | Panama      | 4 536         |        | Coulé     |
| 7 juin 1942       | Castilla            | USA         | 3 910         |        | Coulé     |
| 8 juin 1942       | Suwied              | USA         | 3 249         |        | Coulé     |
| 10 juin 1942      | Merrimack           | USA         | 2 606         |        | Coulé     |
| 19 juin 1942      | Cheerio             | USA         | 35            |        | Coulé     |
| 26 juin 1942      | Jagersfontein       | Pays-Bas    | 10 083        |        | Coulé     |
| 3 septembre 1942  | Hollinside          | Royaume-Uni | 4 172         |        | Coulé     |
| 3 septembre 1942  | Penrose             | Royaume-Uni | 4 393         |        | Coulé     |
| 7 septembre 1942  | Andalucia Star      | Royaume-Uni | 14 943        |        | Coulé     |
| 22 février 1943   | Roxborough Castle   | Royaume-Uni | 7 801         |        | Coulé     |
| 13 mars 1943      | Oporto              | Royaume-Uni | 2 352         | OS-44  | Coulé     |
| 13 mars 1943      | Marcella            | Royaume-Uni | 4 592         | OS-44  | Coulé     |
| 13 mars 1943      | Sembilangan         | Pays-Bas    | 4 990         | OS-44  | Coulé     |
| 13 mars 1943      | SS Clan Alpine      | Royaume-Uni | 5 442         | OS-44  | Coulé     |
| 1er mai 1943      | Port Victor         | Royaume-Uni | 12 411        |        | Coulé     |
| 28 août 1943      | Albert Gallatin     | USA         | 7 176         |        | Endommagé |
| 11 septembre 1943 | USS Rapidan (AO-18) | USA         | 8 246         | NG-385 | Endommagé |
| 13 juin 1944      | Lark                | USA         | 148           |        | Endommagé |